# Черен януари
Черният януари (на азербайджански: Qara Yanvar) или Кървавият януари (на азербайджански: Qanlı Yanvar) е насилствена репресия срещу цивилното население на Баку на 19 и 20 януари 1990 г., извършена по време на извънредното положение при разпадането на Съветския съюз.
Генералният секретар на ЦК на КПСС Михаил Горбачов и министърът на отбраната Дмитрий Язов заявяват, че това е било нужно, за да осуетят плановете на азербайджанските борци за независимост да извършат преврат срещу съветското правителство на Азербайджан. По официалната оценка на Азербайджан, 147 цивилни са убити, 800 са ранени, а петима са изчезнали.
На 22 януари 1990 г. Върховният съвет на Азербайджанската ССР обявява, че налагането на извънредно положение в Баку и изпращането на военни части представлява акт на агресия.